# Tie Me Down
Tie Me Down è un brano musicale del duo hip hop statunitense New Boyz, pubblicato come secondo singolo estratto dall'album Skinny Jeanz & a Mic il 31 agosto 2009. Il singolo ha raggiunto la ventiduesima posizione della classifica Billboard Hot 100.

## Tracce
- The Tie Me Down EP[1]

1. Tie Me Down (featuring Ray J) - 2:57
2. Cricketz (featuring Tyga) - 3:25
3. So Dope - 3:00
4. New Girl (featuring D&D) - 3:29

- U.S. Promo CD[2]

1. Tie Me Down (Radio Version) - 2:58
2. Tie Me Down (Instrumental) - 2:58
3. Tie Me Down (Explicit) - 2:58

## Classifiche
| Classifica (2009)                    | Posizione più alta |
| ------------------------------------ | ------------------ |
| U.S. Billboard Hot 100               | 22                 |
| U.S. Billboard Hot R&B/Hip-Hop Songs | 42                 |
| U.S. Billboard Rap Songs             | 5                  |